# Мессала (лунный кратер)
Кратер Мессала (лат. Messala) — большой древний ударный кратер в северо-восточной материковой области видимой стороны Луны. Название присвоено в честь персидско-еврейского астролога и астронома Машаллаха ибн Асари (Мессала) (около 740—815) и утверждено Международным астрономическим союзом в 1935 г. Образование кратера относится к донектарскому периоду.

## Описание кратера

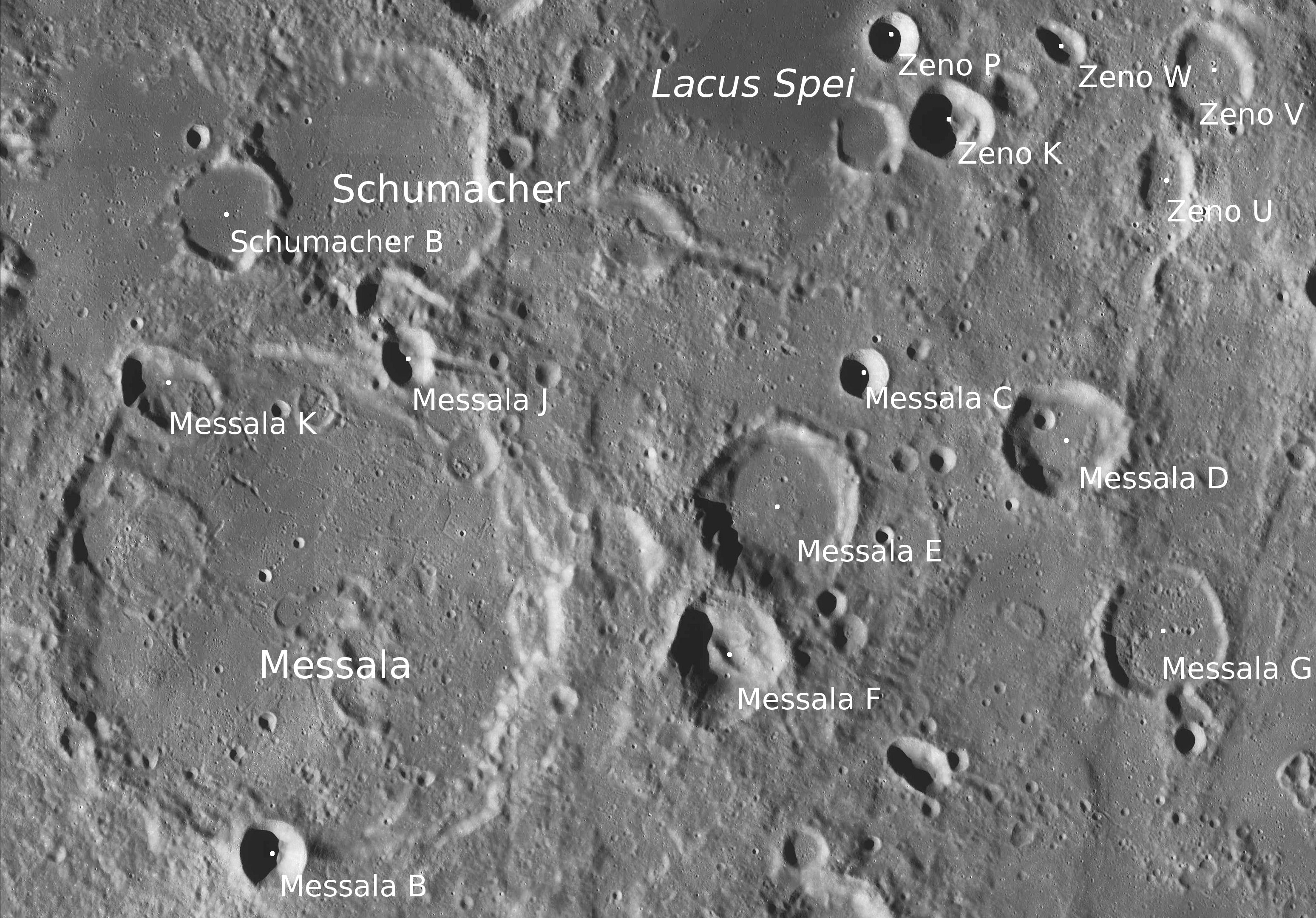
Окрестности кратера Мессала. Снимок зонда Lunar Reconnaissance Orbiter.

Ближайшими соседями кратера являются кратер Гук на северо-западе; кратер Шумахер на севере; кратер Бернулли на юге; кратер Гемин на юге-юго-западе и кратер Берцелиус на западе-юго-западе. На севере от кратера Мессала находится Озеро Вечности; на северо-востоке Озеро Надежды. Селенографические координаты центра кратера 39°19′ с. ш. 60°04′ в. д. / 39,31° с. ш. 60,06° в. д., диаметр 122,4 км, глубина 2070 м.
Кратер Мессала имеет полигональную форму и значительно разрушен за длительное время своего существования. Вал сглажен и перекрыт множеством кратеров различного размера. Внутренний склон сохранил остатки террасовидной структуры. Объем кратера составляет приблизительно 16600 км³. Дно чаши пересеченное, выпуклое, в юго-восточной части расположены останки группы кратеров, в западном направлении от них отходят несколько хребтов; в западной части чаши расположены останки крупного кратера. В северо-западной части чаши находятся две короткие цепочки кратеров окруженные пирокластическими отложениями, возможно что эти кратеры имеют вулканическую природу.

## Сателлитные кратеры
| Мессала | Координаты                                            | Диаметр, км |
| ------- | ----------------------------------------------------- | ----------- |
| A       | 36°34′ с. ш. 53°49′ в. д. / 36,57° с. ш. 53,82° в. д. | 24,9        |
| B       | 37°22′ с. ш. 59°49′ в. д. / 37,37° с. ш. 59,81° в. д. | 16,4        |
| C       | 41°00′ с. ш. 65°50′ в. д. / 41° с. ш. 65,84° в. д.    | 11,5        |
| D       | 40°31′ с. ш. 67°53′ в. д. / 40,52° с. ш. 67,89° в. д. | 28,7        |
| E       | 39°59′ с. ш. 64°57′ в. д. / 39,99° с. ш. 64,95° в. д. | 38,8        |
| F       | 38°51′ с. ш. 64°23′ в. д. / 38,85° с. ш. 64,38° в. д. | 32,3        |
| G       | 39°04′ с. ш. 68°55′ в. д. / 39,07° с. ш. 68,91° в. д. | 30,7        |
| J       | 41°07′ с. ш. 61°12′ в. д. / 41,12° с. ш. 61,2° в. д.  | 13,3        |
| K       | 40°59′ с. ш. 58°31′ в. д. / 40,98° с. ш. 58,51° в. д. | 13,4        |

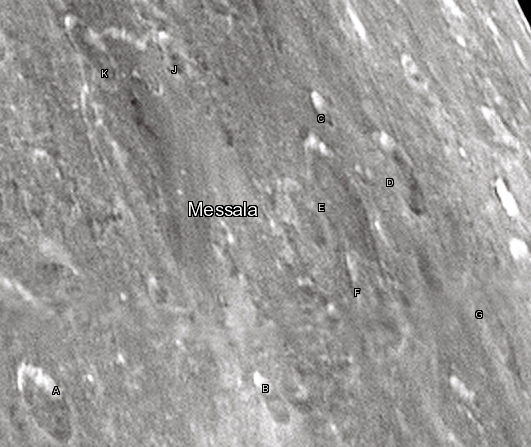
Снимок Девида Кемпбелла.

- Сателлитный кратер Мессала A включен в список кратеров с яркой системой лучей Ассоциации лунной и планетарной астрономии (ALPO)[6].
- Образование сателлитного кратера Мессала E относится к нектарскому периоду[1].

## См.также
- Список кратеров на Луне
- Лунный кратер
- Морфологический каталог кратеров Луны
- Планетная номенклатура
- Селенография
- Минералогия Луны
- Геология Луны
- Поздняя тяжёлая бомбардировка